# Лог над Шкофјо Локо
Лог над Шкофјо Локо (словен. Log nad Škofjo Loko) је насељено место у општини Шкофја Лока, Горењска регија, Словенија.

## Историја
До територијалне реорганизације у Словенији био је у саставу старе општине Шкофја Лока.

## Становништво
У попису становништва из 2011. године, Лог над Шкофјо Локо је имао 203 становника.
| Број становника према пописима | Број становника према пописима | Број становника према пописима |
| ------------------------------ | ------------------------------ | ------------------------------ |
| 1991                           | 2002                           | 2011                           |
| 173                            | 179                            | 203                            |

Напомена: До 1955. исказивано под именом Лог.